# Айтхожин, Мурат Абенович
Мура́т Абенович Айтхо́жин (каз. Мұрат Әбенұлы Айтхожин, 29 июня 1939 или 29 июля 1939, Петропавловск — 19 декабря 1987, Алма-Ата) — советский и казахский учёный: специалист в области молекулярной биологии и биохимии, Основатель молекулярной биологии в Казахстане. Президент Академии наук Казахстана в 1986—1987 годы, депутат Верховного Совета СССР 11 созыва, член Советского фонда мира, Председателем республиканского отделения Советского фонда мира 1981—1987 годы. Основатель и первый директор института молекулярной биологии и биохимии Академии наук Казахстана. Академик Академии наук КазССР (1983), доктор биологических наук (1977), профессор (1980), лауреат Ленинской премии (1976), ученик академика А. С. Спирина.

## Биография

### Детство и юность
Родился 29 июня 1939 года в городе Петропавловске в многодетной семье. Происходит из рода атыгай племени аргын.
Братья и сестры Мурата Абеновича также стали известными личностями. Его старший брат Нариман Айтхожин был одним из создателей противоракетных систем СССР в Москве, Сабир Айтхожин был учёный в области создания транзисторов, Марат Айтхожин геолог, сестра Нагима Айтхожина академик НАН РК, директор Института молекулярной биологии и биохимии им. М. А. Айтхожина и Назира Айтхожина доктор биологических наук.
В 1957 году поступил на биофак КазГУ им. С. М. Кирова который он окончил 1962 году. В 1960 году ректор КазГУ, академик АН КазССР Т. Б. Дарканбаев направил Мурата Айтхожина, как одного из лучших студентов на практику в МГУ им. Ломоносова. Будучи студентом Мурат Абенович начал исследования по нуклеиновым кислотам под руководством А. Н. Белозерского и А. С. Спирина. Его курсовая работа «Ингибирование РНКазы диаминами» получила первую премию на IV научной конференции студентов Средней Азии и Казахстана в 1961 году в Ашхабаде. Результаты дипломной работы «О скрытой деградации рибосом» были опубликованы в журнале «Биохимия». В 1965 году М. А. Айтхожин окончил аспирантуру Московского государственного университета имени М. В. Ломоносова и в 1966 году он защитил диссертацию на соискание ученой степени кандидата биологических наук на тему «Рибонуклеиновые кислоты в раннем эмбриогенезе вьюна Misgurnus fossilis».

### Начало карьеры
В 1965—1967 годах работал младшим научным сотрудником института ботаники Академии наук КазССР, в 1967—1969 годах старшим научным сотрудником Института ботаники Академии наук КазССР. В 1969 году участник II Всесоюзного биохимического съезда в г. Ташкенте. В начале 70-х годов одним из первых в мировой науке М. А. Айтхожин провел изучение белоксинтезирующего аппарата в растениях. Им впервые была дана полная характеристика физико-химических свойств растительных рибосом и полирибосом — основой машины синтеза белка в организме. Оригинальные работы по созданию гибридных рибосом, состоящих из субчастиц растительного и животного происхождения, с сохранением способности синтезировать белок, доложенные на IV Международном биофизического съезде в Москве, были оценены в мире как новое открытие. В 1969—1983 годах — заведующий лабораторией. В 1974 году за научные достижения имя М. А. Айтхожина занесено в Золотую книгу почёта КазССР.
В 1976 году защитил в МГУ докторскую диссертацию «Рибонуклеопротеидные частицы высших растений», и получил первый в стране диплом доктора наук по специальности «молекулярная биология». В том же году М. А. Айтхожину вместе с группой ученых Академии наук СССР была присуждена самая главная премия СССР — Ленинская премия за цикл работ «Открытие информосом — нового класса внутриклеточных частиц». В 1977 году, он участвовал в работе международного симпозиума «механизмы биосинтеза белка» в г. Веймаре (ГДР).

### Директор Института
В 1978 году назначен директором Института ботаники Академии наук КазССР и в следующем году был избран членом—корреспондентом АН КазССР. В 1979 году он участвовал в работе IV рабочего совещания по теме «биосинтез РНК у растений и его регуляция» в г. Варшаве (ПНР) и Французско—Советского симпозиума «биосинтез белка и его регуляция» в г. Порт-Грос (Франция).
В 1981 году избран членом Президиума Академии наук КазССР и участвовал в работе V рабочего совещания по теме «Регуляция экспрессии генома у растений» в г. Прага (Чехия). В 1982 году он участник в международного симпозиума «макромолекулы функционирующий в клетке» в г. Сиена (Италия).
В 1983 году при его участии был организован Институт молекулярной биологии и биохимии АН КазССР в соответствии с постановлениями ЦК КПСС и Совета Министров СССР об ускоренном развитии современных направлений биологии. Основными научными направлениями института стали изучение биосинтеза белка и молекулярных механизмов его регуляции в растениях, исследование растительного генома и экспрессии генов, биохимия зерновых культур, ключевых ферментов обмена клетки и физиологически активных соединений. В институте были созданы лаборатории клеточной инженерии, трансгеноза и генетической инженерии. Мурат Айтхожин был в 1983—1987 годах директор Института молекулярной биологии и биохимии АН КазССР.
В 1983 году избран академиком Академии наук КазССР.
Всемирным признаниям успехов молекулярной биологии Казахстана явилось проведениe в 1984 году международного симпозиума «Перспективы биоорганической химии и молекулярной биологии» на базе Института. В работе симпозиума приняли участие ведущие ученые мира в области молекулярной биологии и биоорганической химии, десятки лауреатов Нобелевской премии — в том числе Лайнус Поллинг и Дороти Ходжкин. На этом международном симпозиуме с большым пленарным докладом выступил Айтхожин.
В 1984 году участвовал в работе Французско—Советского симпозиума «макромолекулы функционирующий в клетке» в г. Экс-ан-Провансе (Франция). В 1986 году, избран член бюро Центрального совета Всесоюзного биохимического общество, и председателем его Казахстанского отделения.

### Президент Академии наук
В апреле 1986 г. избран Президентом Академии наук Казахской ССР.
5 июня 1986 года состоялась сессия Общего собрания Академии наук КазССР, которую открыл президент АН КазССР академик М. А. Айтхожин с докладам «Задачи ученых Академии наук КазССР по выполнению решений XXVII съезда КПСС и XVI съезда Компартии Казахстана» На сессии также выступил член Политбюро ЦК КПСС, Первый секретарь ЦК Компартии Казахстана Д. А. Кунаев.
Провел огромную организаторскую работу как Президент АН КазССР — научно-организационную деятельность академии наук направленная на обеспечение прохода академической науки на современные рубежи научно-технического прогресса было значительно активизирована под его руководством. Для этого были определены приоритетные направления фундаментальных и прикладных исследований, в том числе для развития экономики Казахстана. Особое внимание было уделено созданию научно-производственных объединений и инженерных центров, а также участию академических учреждений республики в реализации международных и всесоюзных научно-технических программ. За которий период под его руководством значительно улучшилась координация научных исследований в Казахстане и расширилось сотрудничество с ведущими научными центрами.
Одним из приоритетов научно-организационной деятельности М. А. Айтхожина была подготовка молодых научных кадров. Будучи профессором КазГУ им. С. М. Кирова, в течение многих лет он читал саморазработанный курс молекулярной биологии, спецкурсы по избранным главам биохимии. Он тщательно готовился к каждой лекции, анализируя и обобщая последние достижения ученых, опубликованные в новых поступлениях в библиотеку ведущих иностранных журналов. Муратом Абеновичем был создан единственный в Среднеазиатском регионе диссертационный совет по защите кандидатских диссертаций по молекулярной биологии и биохимии.
Будучи президентом Академии наук, большое внимание уделял работе Совета молодых ученых, Комиссии по работе с научной молодежью. Традиционными стали организованные по его инициативе встречи-дискуссии членов Президиума Академии наук с молодыми учеными. Были выделены дополнительные финансовые средства для расширения перечня ведущих журналов из-за рубежа по профилям наук, получаемых Центральной научной библиотекой Академии наук.
Мурат Абенович на отделении биохимии, биофизики и химии физиологически активных соединений Президиума АН СССР в декабре 1987 года был единогласно избран членом-корреспондентом Академии наук СССР, но вечером, накануне сессии общего собрания АН СССР, где должны были утвердить результаты голосования, он ушел из жизни.
Похоронен на Кенсайском кладбище.

## Общественная работа

### Партийная деятельность
Наряду с наукой, также принимал участие в партийной жизни страны. Мурат Айтхожин был депутатом Верховного Совета СССР 11 созыва (Совет Союза) от Чапаевского избирательного округа Уральской области и делегатом XXVII съезда КПСС.
В 1967—1970 годы избирался депутатом Фрунзенского районного Совета народных депутатов города Алма-Аты. Вместе с будущим президентом Казахстана Нурсултаном Назарбаевым Айтхожин находился в составе казахстанской делегации в Латвии в 1977 году и в 1983 году, он был делегатом XXXI Алма-Атинской партийной конференций. Мурат Абенович был в 1983—1987 годы член комитета по присуждению премии ленинского комсомола в области науки и техники и в 1986—1987 годы председатель комитета по государственным премиям в области науки и техники при Совете Министров Казахской ССР.
Был одним из подписантов статьи «Нам горько» в газете «Вечерняя Алма-Ата» от 27.12.1986 в котором он осуждал действия желтоксановцев, цитата «..Какое право имели эти хулиганы, большинство из которых были под воздействием алкоголя и наркотиков….» («Нам горько», газета «Вечерняя Алма-Ата» от 27.12.1986)

### Советский фонд мира
Мурат Айтхожин являясь членом Советского комитета защиты мира, и Советского фонда мира. В 1981—1987 годы он был Председателем республиканского отделения Советского фонда мира. Его вклад был оценен в 1987 году Золотой медалью Советского фонда мира.

## Вклад в науку
Мурат Айтхожин был основателем молекулярной биологии и биотехнологии в Казахстане. Айтхожин одним из первых в мировой науке провёл сравнительное изучение белоксинтезирующего аппарата у высших организмов, занимался поиском и изучением физико-химических свойств информосом в растительных клетках в группе академика А. С. Спирина. Группа открыла классы информосом растений — свободные цитоплазмические, полисомно-связанные и ядерные, включая РНК-связывающие белки.
В 1983 году Айтхожин организовал Институт молекулярной биологии и биохимии Академии наук КазССР. В 1987 году им был организован Казахский сельскохозяйственный биотехнологический центр, где проводятся работы по клеточной и генной инженерии растений. Мурат Айтхожин впервые ввёл курс молекулярной биологии и ряд специальных курсов для студентов биологического факультета Казахского государственного университета.
Был Председателем научного Совета по физико-химической биологии при Президиуме АН КазССР, членом редакционного совета союзных журналов «Молекулярная биология», «Биополимеры и клетка», являлся главным редактором журнала «Вестник АН КазССР».
Под руководством Айтхожина был разработан комплекс приборов для автоматизации молекулярно-биологических экспериментов, который был защищён 15 авторскими свидетельствами и 16 патентами в ведущих странах.

## Награды
- Ленинская премия (1976) — за цикл работ «Открытие информосом — нового класса внутриклеточных частиц».
- Медаль «За доблестный труд. В ознаменование 100-летия со дня рождения Владимира Ильича Ленина» (1970)
- Занесён в «Золотую книгу почёта КазССР» (1974).
- Награждён Почетной грамотой Верховного Совета КазССР.
- Золотая медаль Советского фонда мира (1987).
- Орден Дружбы народов (1987).

## Семья
Мурат Айтхожин родился в многодетной семье. Его братья и сестры также стали известными личностями. Среди них:
- Нагима Айтхожина — казахская ученая в области молекулярной биологии, молекулярной генетики, медицинской генетики и биотехнологии, доктор биологических наук, профессор, академик НАН Республики Казахстан, Народный Депутат СССР.
- Нариман Айтхожин — специалист в области радиоприборостроение, один из создателей противоракетных систем СССР.
- Сабир Айтхожин — ученый в области создания новых полупроводников и транзисторов.
- Назира Айтхожина — доктор биологических наук, ученая в области изучения фитопатогенных микроорганизмов.
- Марат Айтхожин — геолог.

- Супруга — Галина Темировна Дарканбаева, у них две дочери.[4]

## Память
Именем академика Мурата Айтхожина названы:
- Средняя школа № 1 в Петропавловске.
- Институт молекулярной биологии и биохимии Академии наук Казахстана.
- 2 стипендии для аспирантов Академии наук Казахстана в области биологии.
- Премия молодым ученым Академии наук Казахстана в области биологических наук.
- Мемориальная доска на доме, где жил Мурат Айтхожин.

## Основные научные работы
- Айтхожин М. А. Молекулярные механизмы биосинтеза белка растений: Избр. тр. — Алма-Ата: Наука КазССР, 1989. — 287 с. — ISBN 5-628-00381-6.[12]
- Айтхожин М. А. Рибонуклеопротеидные частицы высших растений: Автореф. дис. ... д-ра биол. наук. — Москва, 1976. — 44 с.[12]
- Айтхожин М. А., Азимуратова Р. Ж., Ким Т. Н., Дарканбаев Т. Б. Выделение и характеристика быстрометящихся фракций РНК цитоплазмы Aspergillus niger // Биохимия. — 1972. — Т. 37, № 6. — С. 1276—1281.
- Айтхожин М. А., Беклемишев А. В., Назарова Л. М., Филимонов Н. Г. Функциональная активность гетерологичных рибосом // Докл. АН СССР. — 1972. — Т. 203, № 6. — С. 1403—1404.
- Айтхожин М. А., Белицина Н. В., Спирин А.С. Нуклеиновые кислоты на ранних стадиях развития зародыша у рыб (на примере вьюна Misgurnus fossilis) // Биохимия. — 1964. — Т. 29, № 1. — С. 169—175.
- Айтхожин М. А., Искаков Б. К. Информосомы растений. — Алма-Ата: Наука, 1982. — 182 с.[12]
- Белицина Н. В., Айтхожин М. А., Гаврилова Л. П., Спирин А. С. Информационные рибонуклеиновые кислоты дифференцирующихся животных клеток // Биохимия. — 1964. — Т. 29, № 2. — С. 363—374.
- Дощанов Х. И., Пушкарёв В. М., Полимбетова Н. С., Айтхожин М. А. Освобождение информосом из изолированных ядер зародышей пшеницы в системе in vitro // Молек. биология. — 1981. — Т. 15, № 1. — С. 72—78.
- Искаков Б. К., Айтхожин М. А. Белки информосом, связанных с полирибосомами, из прорастающих зародышей пшеницы // Молек. биология. — 1979. — Т. 13, № 5. — С. 1124—1129.
- Методы молекулярной биологии, биохимии и биотехнологии растений: [Сб. ст.] / Отв. ред. М. А. Айтхожин, Х. И. Дощанов. — Алма-Ата: Наука КазССР, 1988. — 165 с. — ISBN 5-628-00093-0.[12]
- Спирин А. С., Белицина Н. В., Айтхожин М. А. Информационные РНК в раннем эмбриогенезе // Журн. общей биол. — 1964. — Т. 25, № 5. — С. 321—338.
- Спирин А. С., Белицина Н. В., Айтхожин М. А. (Spirin A. S., Belitsina N. V., Aitkhozhin M. A.). Messenger RNA in early embryogenesis (англ.) // Fed. Proc. Transl. Suppl. — 1965. — Vol. 24, no. 5. — P. 907—915.
- Филимонов Н. Г., Айтхожин М. А. Поли-А-белковые комплексы в полирибосомах прорастающих зародышей пшеницы // Биохимия. — 1978. — Т. 43, № 6. — С. 1062—1066.
- Филимонов Н. Г., Айтхожин М. А., Газарян К. Г. Поли(А)-содержащие РНК из прорастающих зародышей пшеницы // Молек. биология. — 1978. — Т. 12, № 3. — С. 522—526.
- Филимонов Н. Г., Мартакова Н. А., Попов Л. С., Тарантул В. З., Айтхожин М. А. Организация нуклеотидных последовательностей ядерной ДНК зародышей пшеницы // Биохимия. — 1982. — Т. 47, № 7. — С. 1198—1207.
- Шакулов Р. С., Айтхожин М. А., Спирин А. С.  // Биохимия. — 1962. — Т. 27, № 4. — С. 744—751.